# (3148) Гречко
(3148) Гречко (лат. Grechko) — типичный астероид главного пояса, открыт 24 сентября 1979 года советским астрономом Николаем Черных в Крымской астрофизической обсерватории и 2 апреля 1988 года назван в честь космонавта Георгия Гречко.

## Обнаружение и именование
(3148) Гречко
Открыт 24 сентября 1979 года в Научном Н. С. Черных.
Назван в честь советского космонавта и учёного Георгия Михайловича Гречко, совершившего три космических полёта с астрономическими и геофизическими наблюдениями и исследованиями.
Оригинальный текст (англ.)3148 Grechko
Discovered 1979-09-24 by Chernykh, N. at Nauchnyj.
Named in honor of Georgij Mikhajlovich Grechko, Soviet cosmonaut and scientist who made three space flights involving astronomical and geophysical observations and research.
Источники: DISCOVERY.DB; M.P.C. 12971.

## Орбита

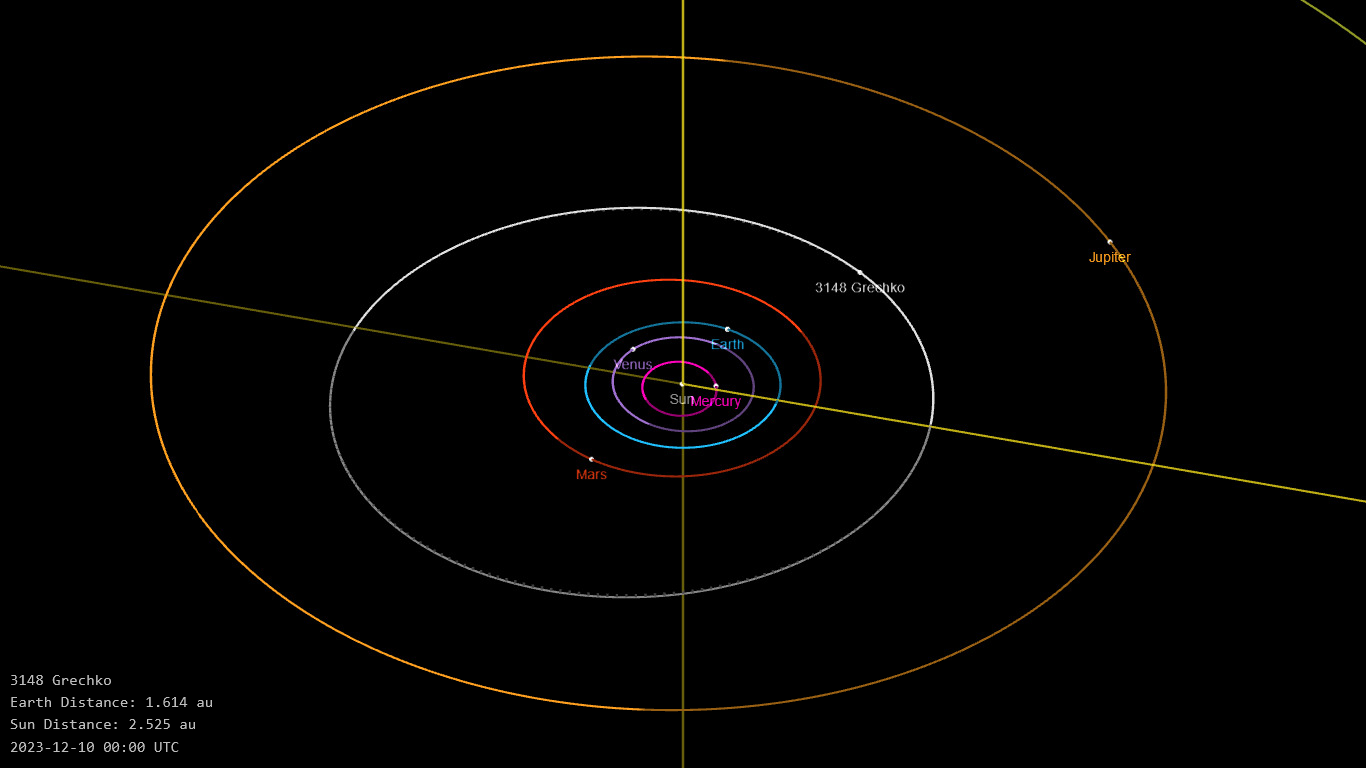
Орбита астероида Гречко и его положение в Солнечной системе

## Физические характеристики
Из наблюдений системы Asteroid Terrestrial-impact Last Alert System следует, что астероид относится к таксономическому классу C.
По результатам наблюдений в видимом и ближнем инфракрасном диапазоне космического телескопа NEOWISE и наблюдений в инфракрасном диапазоне спутника Akari диаметр астероида оценивался равным 18,338±0,594 км, 18,76±1,18 км и 17,01±0,46 км. Согласно тем же источникам альбедо оценивается как 0,0692±0,0085, 0,096±0,013, 0,080±0,017 и 0,069±0,008.